# Adrian Maben
Adrian Maben est un réalisateur brittanique d'origine écossaise né en 1942 ayant obtenu sa citoyenneté française. Il est connu pour ses nombreux films et documentaires sur la musique et l'art. On lui doit notamment la réalisation du film Pink Floyd: Live at Pompeii.
Il a été réalisateur à Office de radiodiffusion-télévision française entre 1970 et 1973 et réalisa régulièrement le Soir 3 sur France 3.

## Filmographie
- Mission Apollo (1969)[1].
- Pink Floyd: Live at Pompeii (1972).
- Monsieur René Magritte (1978).
- James Brown, Soul Brother #1 (1978)
- Frames from the Edge (1989).